# Мыс Чаплина
Мыс Ча́плина (эским. Ангазик) — мыс на восточном побережье Чукотского полуострова, омываемый Беринговым морем в пределах Провиденского района Чукотского автономного округа в России.
Назван в 1828 году Фёдором Литке в честь мичмана Петра Чаплина, участника Первой Камчатской экспедиции.
Мыс Чаплина соединён с материком двумя косами, между которых находится затопленная низина — озеро Найвак. На мысе находится пограничная застава Чаплино.

## Радиационная авария

Спутниковые снимки мыса Чаплина и озера Найвак, выполненные Европейским космическим агентством в рамках программы Коперникус.

В 2003 году на установленном у погранзаставы РИТЭГ было обнаружено превышение в 25 раз предела допустимой дозы радиации, при этом из нижней части корпуса была вывернута технологическая пробка. Причиной аварии являлся недостаток конструкции этого типа генератора. Факт радиационной аварии изначально был скрыт обслуживающим персоналом. К 2012 году неисправный РИТЭГ был вывезен на утилизацию.